# Сёмин, Михаил Фёдорович
Михаил Фёдорович Сёмин (19 сентября 1897,  д. Пустое Поле, Рязанская губерния, Российская империя —  1 сентября 1954,  Ростов-на-Дону,  РСФСР, СССР) — советский военачальник, генерал-майор артиллерии  (07.02.1943).

## Биография
Родился 19 сентября 1897 года в деревне Пустое Поле, ныне село Пустополье в Шиловском районе Рязанской области. Русский.
С 1 мая 1916 года служит в Российской императорской армии и принимает участие в Первой мировой войне. С 1920 года служит в РККА. Участник Гражданской войны воевал на Юго-Западном фронте. Член ВКП(б) с 1921 года. После войны продолжил службу продолжил службу на командно-начальствующих должностях в войсках.
С началом Великой Отечественной войны Сёмин принимает участие в формировании 58-й армии с непосредственным подчинением Ставке ВГК в Сибирском военном округе. С января 1942 года назначается начальником артиллерии 58-й армии переправленной на территорию Архангельского военного округа для развёртывания работ по оборудованию оборонительного рубежа от Онежского озера до озера Белое. 25 мая 1942 года управление армии было обращено на формирование управления 3-й танковой армии в которой полковник Сёмин назначается начальником артиллерии армии. В составе Западного фронта армия принимала участие во фронтовой операции — Контрудар войск Западного фронта в районе Сухиничи, Козельск, в которой нанесла удар по 9-й танковой дивизии вермахта в районе южнее Козельска. В результате удара противник понёс большие потери и был вынужден перейти к обороне. С октября 1942 года- начальник артиллерии 5-й танковой армии Юго-Западного фронта 2-го формирования, которая в его составе участвовала в Сталинградской битве. В январе — феврале 1943 года, наступая на донбасском направлении, войска армии участвовали в освобождении городов: Морозовск, Тацинский, Каменск-Шахтинский, Красный Сулин. К исходу февраля вышли к реке Миус в районе Красного Луча, где перешли к обороне. За боевые отличия в этих боях Сёмин был награждён орденом Ленина.
С апреля 1943 года генерал-майор артиллерии назначается начальником артиллерии 12-й армии. В августе армия прочно удерживала занимаемую полосу, готовясь к наступлению северо-восточнее города Барвенково. В Донбасской стратегической операции армия нанесла поражение соединениям 1-й танковой армии противника, освободила город Павлоград и во взаимодействии с соединениями 6-й армии — город Синельниково, вышла к Днепру севернее города Запорожье, частью сил форсировала реку и завязала бои за населённый пункт Войсковое. В дальнейшем части и соединения 12-й армии вели бои за город Запорожье и освободили его 14 октября. За успешное проведение этих операций Сёмин был награждён орден Суворова II степени.
С ноября 1943 года — командующий артиллерей 31-й армии. В феврале — марте 1944 года армия участвовала в Витебской операции. В составе 3-го Белорусского фронта армия участвует в Белорусской и Гумбиннен-Гольдапской наступательных операциях. В последние дни лета 1944 года армия вышла на подступы к границам Восточной Пруссии. В Восточно-Прусской наступательной операции в январе-марте 1945 года армия прорвала Хейльсбергский укрепрайон, овладела городами Ширвиндт, Лабиау, Белау, Тапиау и вышла к заливу Фришес-Хафф, отрезав пути отхода крупной немецкой группировки южнее Кёнигсберга. В марте 1945 года в ходе Хейльсбергской фронтовой операции армия штурмом взяла последний крупный укреплённый пункт немецкой обороны в этом районе Хайлигенба́йль и при ликвидации окружённой хейльсбергской группировки захватила тысячи пленных и большое количество вооружения и военной техники противника. В апреле 1945 года армию перебросили на 1-й Украинский фронт, где она приняла участие в Берлинской и Пражской наступательных операциях. За умелое планирование и успешное применение артиллерии в этих боевых операциях Сёмин был награждён орденами Кутузова 1-й и 2-й степеней.
С июня 1945 года — командующий артиллерией 53-я армии передислоцированой в июле на территорию Монголии в район города Чойбалсан. В начале августа армия была включена в Забайкальский фронт. Во время советско-японской войны принимала участие в Хингано-Мугденской операции, в ходе которой при преодолении Большого Хингана действовала во втором эшелоне фронта. Затем была введена в разрыв между 17-й и 6-й гвардейской танковой армиями и наступала навстречу 1-му Дальневосточному фронту. За боевые отличия в советско-японской войне был награждён орденом Красного Знамени.
За время войны генерал Сёмин был 13 раз персонально упомянут в благодарственных в приказах Верховного Главнокомандующего
После окончания войны продолжил службу на должностях командующего артиллерией Прикарпатского, а затем Северо-Кавказского военных округов.
Скончался 1 сентября 1954 года в Ростове-на-Дону, похоронен там же на Братском кладбище.

## Награды
- два ордена Ленина (01.04.1943[5],   30.04.1945[6][7])
- три ордена Красного Знамени (03.11.1944[7][8], 08.09.1945[9],  15.11.1950[7][10])
- орден Кутузова I степени (19.04.1945)[11]
- орден Суворова II степени (26.10.1943)[12]
- орден Кутузова II степени ( 03.07.1944)[13]
  - медали в том числе:
  - «XX лет Рабоче-Крестьянской Красной Армии» (1938)[11]
  - «За оборону Москвы» (1944)
  - «За оборону Сталинграда» (1943)[11]
  - «За победу над Германией в Великой Отечественной войне 1941—1945 гг.» (1945)[14]
  - «За победу над Японией» (1945)

1. За прорыв сильно укрепленной и развитой в глубину обороны Витебского укрепленного района немцев, южнее города Витебск, на участке протяжением 30 километров, продвижение в глубину за два дня наступательных боев до 25 километров, расширение прорыва до 80 километров по фронту, и освобождение более 300 населенных пунктов. 24 июня 1944 года № 116.
2. За овладение городом и оперативно важным железнодорожным узлом Орша — мощным бастионом обороны немцев, прикрывающим минское направление. 27 июня 1944 года № 121.
3. За форсирование реки Березина, и овладение штурмом городом и крупным узлом коммуникаций Борисов — важным опорным пунктом обороны немцев, прикрывающим подступы к Минску. 1 июля 1944 года. № 126.
4. За овладение штурмом столицей Советской Белоруссии городом Минск — важнейшим стратегическим узлом обороны немцев на западном направлении. 3 июля 1944 года. № 128.
5. За овладение штурмом городом и крепостью Гродно — крупным железнодорожным узлом и важным укреплённым районом обороны немцев, прикрывающим подступы к границам Восточной Пруссии. 16 июля 1944 года. № 139.
6. За форсирование реки Неман, прорыв сильно укреплённой обороны противника на западном берегу Немана и овладение городом и крупной железнодорожной станцией Мариамполь, а также важными узлами коммуникаций Пильвишки, Шостаков. 31 июля 1944 года. № 160.
7. За прорыв долговременной, глубоко эшелонированной обороны немцев, прикрывавшей границы Восточной Пруссии, вторжение в пределы Восточной Пруссии и овладение мощными опорными пунктами обороны противника — Ширвиндт, Наумиестис (Владиславов), Виллюнен, Вирбалис (Вержболово), Кибартай (Кибарты), Эйдткунен, Шталлупёнен, Миллюнен, Вальтеркемен, Пиллюпёнен, Виштынец, Мелькемен, Роминтен, Гросс Роминтен, Вижайны, Шитткемен, Пшеросьль, Гольдап, Филипув, Сувалки. 23 октября 1944 года. № 203.
8. За овладение городами Лабиау и Велау — важными опорными пунктами обороны немцев, прикрывающими подступы к Кёнигсбергу. 23 января 1945 года. № 247.
9. За прорыв мощной, долговременной, глубоко эшелонированной обороны противника в районе Мазурских озёр, считавшейся у немцев с времен первой мировой войны неприступной системой обороны, и овладение городами Бартен, Дренгфурт, Растенбург, Раин, Николайкен, Рудшанни, Пуппен, Бабинтен, Теервиш, превращёнными немцами в сильные опорные пункты обороны. 27 января 1945 года. № 258.
10. За овладение штурмом городами Хайльсберг и Фридланд – важными узлами коммуникаций и сильными опорными пунктами обороны немцев в центральных районах Восточной Пруссии. 31 января 1945 года. № 267.
11. За овладение  с боем  городами Ландсберг и Бартенштайн – крупными узлами коммуникаций и сильными опорными пунктами обороны немцев в центральных районах Восточной Пруссии. 4 февраля 1945 года. № 269.
12. За овладение городом Хайлигенбайль — последним опорным пунктом обороны немцев на побережье залива Фриш-Гаф, юго-западнее Кёнигсберга. 25 марта 1945 года. № 309.
13. За завершение ликвидации окружённой восточно-прусской группы немецких войск юго-западнее Кёнигсберга. 29 марта 1945 года. № 317.